# Vallejuelo
Vallejuelo é um município da República Dominicana pertencente à província de San Juan. Inclui, além da capital, um distrito municipal: Jorgillo.
Sua população estimada em 2012 era de 12 555 habitantes.